# ديفيد ديتز
ديفيد ديتز (بالإنجليزية: David Dietz) هو مؤلف وصحفي وكاتب أمريكي، ولد في 1897، وتوفي في 9 ديسمبر 1984.